# 彰化縣彰化市中山國民小學
彰化縣彰化市中山國民小學（簡稱中山國小）是臺灣彰化縣彰化市的一所國民小學，位於八卦山附近的中山路，其校史可追溯至1897年成立的「彰化國語傳習所」，至今超過百年。

## 校史
1895年9月10日，鹿港國語傳習所開設。1897年5月15日，鹿港國語傳習所遷至彰化，改名為「彰化國語傳習所」，校址設於彰化孔子廟，在鹿港則改設「彰化國語傳習所鹿港分教場」（今鹿港國小）。1898年4月1日，設置「北斗分教場」（今北斗國小）；同年9月30日，國語傳習所制度被廢止改為公學校，彰化國語傳習所因此改為「彰化公學校」。1913年4月1日，設立「彰化公學校茄苳腳分校」（今花壇國小）。1915年11月，彰化公學校新校舍落成，學校因此遷往彰化女中現址，而孔廟原址則改作「彰化女子公學校」（今民生國小）。1919年4月1日，校名改為「彰化第一公學校」，並設立簡易實業學校。1921年，學校遷至八卦山麓的現址，當時地址為彰化街市子尾359-1番地，而原校舍讓與彰化女子高等普通學校。1941年4月1日，依《國民學校令》而改為「彰化市楠國民學校」。
二戰後，學校改為「中山國民學校」。1968年實施臺灣九年國民義務教育後，再改為「中山國民小學」。

## 歷任校長
1898年該校由「國語傳習所」改制為「彰化公學校」。由松本精次郎擔任首任校長，該校至今一共經歷了十一任日籍校長。
1. 第一任校長：松本精次郎[9]
2. 第二任校長：新家鶴七郎[10]
3. 第三任校長：海老原鏻太郎
4. 第四任校長：大橋文之助
5. 第五任校長：笠井源作
6. 第六任校長：長井實一
7. 第七任校長：高橋金四郎
8. 第八任校長：山綺貞次
9. 第九任校長：吉田作太郎
10. 第十任校長：中袴田熊吉
11. 第十一任校長：土持達郎

戰後由張銀坤擔任第一任校長
1. 第一任校長：張銀坤 1945年12月-1949年8月
2. 第二任校長：吳江水 1949年8月-1968年4月
3. 第三任校長：林迺彬 1968年8月-1977年5月
4. 第四任校長：趙宗英 1977年5月-1993年2月
5. 第五任校長：連錦權 1993年2月-1999年7月
6. 第六任校長：劉伯顯 1999年8月-2007年2月
7. 第七任校長：施東陽 2007年2月-2012年2月
8. 第八任校長：劉素珠 2012年2月-2016年2月
9. 第九任校長：王春堎 2016年2月-2021年8月
10. 第十任校長：楊式愷 2021年8月-

## 文化資產
彰化第一公學校在1921年遷至八卦山麓後，最初使用木造校舍，其校舍在1937年改建為兩層樓的鋼親混凝土加強磚造建築，具有羅馬圓拱式走廊，以及雙斜式文化瓦屋頂；其正立面入口呈三開間的形式，而整體校舍平面呈“ㄈ”字型。其中的「彰化市中山國小北棟教室」在2001年12月13日被登錄為彰化縣歷史建築。